# Teen Choice Awards 2017
Die neunzehnte Teen Choice Awards-Veranstaltung fand am 13. August 2017 im Galen Center in Los Angeles statt. Es ist die erste Preisverleihung seit 2002 ohne einen Moderator. Einige der Prominenten nutzten die Veranstaltung, um die Zuschauer zu ermutigten, sich gegen Gewalt und Hass auszusprechen.

## Preisträger und Nominierte

### Music
| Choice Music: Male Artist - Harry Styles - Justin Bieber - Bruno Mars - Shawn Mendes - Ed Sheeran - The Weeknd Choice Music: Female Artist - Ariana Grande - Alessia Cara - Miley Cyrus - Selena Gomez - Katy Perry - Hailee Steinfeld Choice Music: Group - Fifth Harmony - The Chainsmokers - Little Mix - Maroon 5 - Twenty One Pilots - The Vamps Choice Music: R&B/Hip-Hop Artist - Beyoncé - Chance the Rapper - Kendrick Lamar - Drake - Nicki Minaj - Rihanna Choice Music: Country Artist - Carrie Underwood - Kelsea Ballerini - Luke Bryan - Florida Georgia Line - Sam Hunt - Blake Shelton Choice Music: Single Male Artist - Niall Horan – „Slow Hands“ - Sam Hunt – „Body Like a Back Road“ - Luis Fonsi & Daddy Yankee feat. Justin Bieber – „Despacito“ - Ed Sheeran – „Shape of You“ - Harry Styles – „Sign of the Times“ - Bruno Mars – „That’s What I Like“ Choice Music: Single Female Artist - Camila Cabello – “Crying in the Club” - Julia Michaels – „Issues“ - Selena Gomez – „Bad Liar“ - Miley Cyrus – „Malibu“ - Hailee Steinfeld – „Most Girls“ - Alessia Cara – „Scars to Your Beautiful“ Choice Music: Single Group - Fifth Harmony feat. Gucci Mane – „Down“ - Imagine Dragons – „Believer“ - The Chainsmokers feat. Halsey – „Closer“ - Hey Violet – „Guys My Age“ - Twenty One Pilots – „Heathens“ - Little Mix – „Shout Out to My Ex“ Choice Music: International Artist - BTS - CD9 - Exo - CNCO - Monsta X - Seventeen Choice Music: R&B/Hip-Hop Song - DJ Khaled feat. Justin Bieber, Quavo, Chance the Rapper & Lil Wayne – „I’m the One“ - Macklemore feat. Skylar Grey – „Glorious“ - Khalid – „Location“ - Drake – „Passionfruit“ - Iggy Azalea – „Redbone“ - Bruno Mars – „That’s What I Like“ Choice Music: Rock Song - Imagine Dragons – „Believer“ - Lorde – „Green Light“ - Paramore – „Hard Times“ - Twenty One Pilots – „Heathens“ - Linkin Park feat. Kiiara – „Heavy“ - Rag ’n’ Bone Man – „Human“ | Choice Music: Country Song - Sam Hunt – „Body Like a Back Road“ - Thomas Rhett feat. Maren Morris – „Craving You“ - Blake Shelton – „Every Time I Hear That Song“ - Keith Urban feat. Carrie Underwood – „The Fighter“ - Florida Georgia Line feat. Backstreet Boys – „God, Your Mama, and Me“ - Brett Young – „In Case You Didn’t Know“ Choice Music: Summer Song - Luis Fonsi & Daddy Yankee feat. Justin Bieber – „Despacito“ - Selena Gomez – „Bad Liar“ - Ed Sheeran – „Castle on the Hill“ - Miley Cyrus – „Malibu“ - Zedd & Alessia Cara – „Stay“ - Bruno Mars – „That’s What I Like“ Choice Music: Latin Song - Luis Fonsi & Daddy Yankee feat. Justin Bieber – „Despacito“ - Shakira feat. Maluma – „Chantaje“ - Prince Royce feat. Shakira – „Deja Vu“ - Pitbull & J Balvin feat. Camila Cabello – „Hey Ma“ - CD9 – „No Le Hablen de Amor“ - CNCO – „Reggaetón Lento“ Choice Music: Electronic/Dance Song - Major Lazer feat. Travis Scott, Camila Cabello & Quavo – „Know No Better“ - David Guetta feat. Justin Bieber – „2U“ - Kygo & Selena Gomez – „It Ain’t Me“ - Steve Aoki & Louis Tomlinson – „Just Hold On“ - Clean Bandit feat. Sean Paul & Anne-Marie – „Rockabye“ - The Chainsmokers & Coldplay – „Something Just Like This“ Choice Music: Pop Song - Ed Sheeran – „Shape of You“ - Bruno Mars – „24K Magic“ - The Chainsmokers feat. Halsey – „Closer“ - Maroon 5 feat. Kendrick Lamar – „Don’t Wanna Know“ - Rihanna – „Love on the Brain“ - Zedd & Alessia Cara – „Stay“ Choice Summer Music Artist: Male - Shawn Mendes - Justin Bieber - Niall Horan - Liam Payne - Harry Styles - Zedd Choice Summer Music Artist: Female - Camila Cabello - Miley Cyrus - Selena Gomez - Lorde - Halsey - Katy Perry Choice Music Summer Group - Fifth Harmony - Coldplay - Florida Georgia Line - The Chainsmokers - Imagine Dragons - Little Mix Choice Music: Breakout Artist - Chance the Rapper - James Arthur - Halsey - Zara Larsson - Dua Lipa - Julia Michaels Choice Music: Next Big Thing - Grace VanderWaal - Jonas Blue - Forever in Your Mind - Jax Jones - New Hope Club - The Tide Choice Music: Summer Tour - Ariana Grande – „Dangerous Woman Tour“ - Sam Hunt – „15 in a 30 Tour“ - Kendrick Lamar – „The Damn Tour“ - Bruno Mars – „24K Magic World Tour“ - Shawn Mendes – „Illuminate World Tour“ - Ed Sheeran – „÷ Tour“ |

### Digital (Auswahl)
| Choice Web Star: Male - Logan Paul - Cameron Dallas - Dolan Twins - Ryan Higa - Casey Neistat - sWooZie Choice Web Star: Female - Liza Koshy - Eva Gutowski - Merrell Twins - Bethany Mota - Niki and Gabi - Lilly Singh Choice Web Star: Comedy - Logan Paul - Colleen Ballinger - Dolan Twins - Liza Koshy - Lele Pons - Lilly Singh | Choice Web Star: Fashion/Beauty - Nikkie de Jager - Andrea Brooks - Gigi Gorgeous - Kandee Johnson - Bethany Mota - Mia Stammer Choice Web Star: Music - Jake Paul - Cimorelli - Jack & Jack - Carson Lueders - Johnny Orlando - Leroy Sanchez |

### TV
| Choice TV Show: Drama - Riverdale - Empire - Famous in Love - Pretty Little Liars - Star - This Is Us – Das ist Leben (This Is Us) Choice TV Actor: Drama - Cole Sprouse – Riverdale - Sterling K. Brown – This Is Us – Das ist Leben (This Is Us) - Ian Harding – Pretty Little Liars - Jussie Smollett – Empire - Milo Ventimiglia – This Is Us – Das ist Leben (This Is Us) - Jesse Williams – Grey’s Anatomy Choice TV Actress: Drama - Lucy Hale – Pretty Little Liars - Troian Bellisario – Pretty Little Liars - Ashley Benson – Pretty Little Liars - Shay Mitchell – Pretty Little Liars - Sasha Pieterse – Pretty Little Liars - Bella Thorne – Famous in Love Choice TV Show: Fantasy/Sci-Fi - Vampire Diaries (The Vampire Diaries) - Shadowhunters - Stranger Things - Supernatural - Teen Wolf - Timeless Choice TV Actor: Fantasy/Sci-Fi - Dylan O’Brien – Teen Wolf - Jensen Ackles – Supernatural - Matthew Daddario – Shadowhunters - Joseph Morgan – The Originals - Bob Morley – The 100 - Ian Somerhalder – Vampire Diaries (The Vampire Diaries) Choice TV Actress: Fantasy/Sci-Fi - Katerina Graham – Vampire Diaries (The Vampire Diaries) - Jennifer Morrison – Once Upon a Time – Es war einmal … (Once Upon a Time) - Lana Parrilla – Once Upon a Time – Es war einmal … (Once Upon a Time) - Abigail Spencer – Timeless - Eliza Taylor – The 100 - Emeraude Toubia – Shadowhunters Choice TV Show: Comedy - Fuller House - Baby Daddy - Brooklyn Nine-Nine - Jane the Virgin - One Day at a Time - Young & Hungry Choice TV Actor: Comedy - Jean-Luc Bilodeau – Baby Daddy - Anthony Anderson – Black-ish - Jaime Camil – Jane the Virgin - Micah Fowler – Speechless - Andy Samberg – Brooklyn Nine-Nine - Hudson Yang – Fresh Off the Boat Choice TV Actress: Comedy - Candace Cameron Bure – Fuller House - Rose McIver – iZombie - Emma Roberts – Scream Queens - Gina Rodriguez – Jane the Virgin - Yara Shahidi – Black-ish - Zendaya – K.C. Undercover Choice TV: Animated Show - Family Guy - Bob’s Burgers - Gravity Falls - Rick and Morty - Sonic Boom - Steven Universe Choice TV Show: Reality Show - The Voice USA (The Voice) - Chasing Cameron - Dance Moms - Keeping Up with the Kardashians - MasterChef Junior - Total Bellas | Choice Summer TV Show - Teen Wolf - America’s Got Talent - Beat Shazam - The Bold Type – Der Weg nach oben (The Bold Type) - The Fosters - So You Think You Can Dance Choice Summer TV Star: Actor - Tyler Posey – Teen Wolf - Noah Centineo – The Fosters - Cody Christian – Teen Wolf - Kyle Harris – Stitchers - David Lambert – The Fosters - Harry Shum junior – Shadowhunters Choice Summer TV Star: Actress - Holland Roden – Teen Wolf - Aisha Dee – The Bold Type – Der Weg nach oben (The Bold Type) - Hilary Duff – Younger - Shelley Hennig – Teen Wolf (Fernsehserie)\|Teen Wolf - Maia Mitchell – The Fosters - Cierra Ramirez – The Fosters Choice TV Breakout Show - Riverdale - Famous in Love - Star - Stranger Things - This Is Us – Das ist Leben (This Is Us) - Timeless Choice TV Breakout Star - Lili Reinhart – Riverdale - K. J. Apa – Riverdale - Millie Bobby Brown – Stranger Things - Ryan Destiny – Star - Chrissy Metz – This Is Us – Das ist Leben (This Is Us) - Finn Wolfhard – Stranger Things Choice TV: Ship - Lili Reinhart & Cole Sprouse – Riverdale - Melissa Benoist & Chris Wood – Supergirl - Matthew Daddario & Harry Shum junior – Shadowhunters - Shay Mitchell & Sasha Pieterse – Pretty Little Liars - Dylan O’Brien & Holland Roden – Teen Wolf - Eliza Taylor & Bob Morley – The 100 Choice TV: Liplock - Emma Watson & Dan Stevens – Die Schöne und das Biest (Beauty and the Beast) - Melissa Benoist & Chris Wood – Supergirl - Orlando Bloom & Keira Knightley – Pirates of the Caribbean: Salazars Rache (Pirates of the Caribbean: Dead Men Tell No Tales) - Matthew Daddario & Harry Shum junior – Shadowhunters - Gal Gadot & Chris Pine – Wonder Woman - Jennifer Morrison & Colin O’Donoghue – Once Upon a Time – Es war einmal … (Once Upon a Time) Choice TV Scene Stealer - Camila Mendes – Riverdale - RJ Cyler – Power Rangers - Josh Gad – Die Schöne und das Biest (Beauty and the Beast) - Taylor Lautner – Scream Queens - Colin O’Donoghue – Once Upon a Time – Es war einmal … (Once Upon a Time) - Michael Rooker – Guardians of the Galaxy Vol. 2 Choice Hissy Fit - Madelaine Petsch – Riverdale - Anthony Anderson – Black-ish - Malcolm Barrett – Timeless - Luke Evans – Die Schöne und das Biest (Beauty and the Beast) - Kurt Russell – Guardians of the Galaxy Vol. 2 - Dan Stevens – Die Schöne und das Biest (Beauty and the Beast) Choice Fight - Bumblebee vs. Nemesis Prime – Transformers: The Last Knight - Carolina vs. Meta – Red vs. Blue - Charlie Day vs. Ice Cube – Fist Fight - Keanu Reeves vs. Common – John Wick: Kapitel 2 (John Wick: Chapter 2) - Sam Marin vs. Robert Englund – Regular Show – Völlig abgedreht (Regular Show) |

### Movie
| Choice Movie: Drama - Everything, Everything - Wenn du stirbst, zieht dein ganzes Leben an dir vorbei, sagen sie (Before I Fall) - The Edge of Seventeen – Das Jahr der Entscheidung (The Edge of Seventeen) - Begabt – Die Gleichung eines Lebens (Gifted) - Hidden Figures – Unerkannte Heldinnen (Hidden Figures) - Die Hütte – Ein Wochenende mit Gott (The Shack) Choice Movie Actor: Drama - Kian Lawley – Wenn du stirbst, zieht dein ganzes Leben an dir vorbei, sagen sie (Before I Fall) - Chris Evans – Begabt – Die Gleichung eines Lebens (Gifted) - Andrew Garfield – Hacksaw Ridge – Die Entscheidung (Hacksaw Ridge) - Taylor Lautner – Run the Tide - Nick Robinson – Everything, Everything Choice Movie Actress: Drama - Emma Watson – The Circle - Zoey Deutch – Wenn du stirbst, zieht dein ganzes Leben an dir vorbei, sagen sie (Before I Fall) - Taraji P. Henson – Hidden Figures – Unerkannte Heldinnen (Hidden Figures) - Hailee Steinfeld – The Edge of Seventeen – Das Jahr der Entscheidung (The Edge of Seventeen) - Amandla Stenberg – Everything, Everything Choice Movie: Action - Wonder Woman - Fast & Furious 8 (The Fate of the Furious) - Logan – The Wolverine (Logan) - Pirates of the Caribbean: Salazars Rache (Pirates of the Caribbean: Dead Men Tell No Tales) - Transformers: The Last Knight - xXx: Die Rückkehr des Xander Cage (XXX: Return of Xander Cage) Choice Movie Actor: Action - Chris Pine – Wonder Woman - Johnny Depp – Pirates of the Caribbean: Salazars Rache (Pirates of the Caribbean: Dead Men Tell No Tales) - Vin Diesel – xXx: Die Rückkehr des Xander Cage (XXX: Return of Xander Cage) - Hugh Jackman – Logan – The Wolverine (Logan) - Dwayne Johnson – Fast & Furious 8 (The Fate of the Furious) - Brenton Thwaites – Pirates of the Caribbean: Salazars Rache (Pirates of the Caribbean: Dead Men Tell No Tales) Choice Movie Actress: Action - Gal Gadot – Wonder Woman - Nina Dobrev – xXx: Die Rückkehr des Xander Cage (XXX: Return of Xander Cage) - Deepika Padukone – XXX: Return of Xander Cage - Michelle Rodríguez – Fast & Furious 8 (The Fate of the Furious) - Ruby Rose – xXx: Die Rückkehr des Xander Cage (XXX: Return of Xander Cage) - Kaya Scodelario – Pirates of the Caribbean: Salazars Rache (Pirates of the Caribbean: Dead Men Tell No Tales) Choice Movie: Sci-Fi - Guardians of the Galaxy Vol. 2 - Arrival - Kong: Skull Island - Power Rangers - Rogue One: A Star Wars Story - Den Sternen so nah (The Space Between Us) Choice Movie Actor: Sci-Fi - Chris Pratt – Guardians of the Galaxy Vol. 2 - Asa Butterfield – Den Sternen so nah (The Space Between Us) - Tom Hiddleston – Kong: Skull Island - Diego Luna – Rogue One: A Star Wars Story - Dacre Montgomery – Power Rangers - Jeremy Renner – Arrival Choice Movie Actress: Sci-Fi - Zoe Saldana – Guardians of the Galaxy Vol. 2 - Amy Adams – Arrival - Becky G – Power Rangers - Felicity Jones – Rogue One: A Star Wars Story - Brie Larson – Kong: Skull Island - Naomi Scott – Power Rangers Choice Movie: Fantasy - Die Schöne und das Biest (Beauty and the Beast) - Doctor Strange - Phantastische Tierwesen und wo sie zu finden sind (Fantastic Beasts and Where to Find Them) - Die Insel der besonderen Kinder (Miss Peregrine’s Home for Peculiar Children) - Vaiana (Moana) Choice Movie Actor: Fantasy - Dwayne Johnson – Vaiana (Moana) - Asa Butterfield – Die Insel der besonderen Kinder (Miss Peregrine’s Home for Peculiar Children) - Benedict Cumberbatch – Doctor Strange - Eddie Redmayne – Phantastische Tierwesen und wo sie zu finden sind (Fantastic Beasts and Where to Find Them) - Dan Stevens – Die Schöne und das Biest (Beauty and the Beast) | Choice Movie Actress: Fantasy - Emma Watson – Die Schöne und das Biest (Beauty and the Beast) - Auli’i Cravalho – Vaiana (Moana) - Eva Green – Die Insel der besonderen Kinder (Miss Peregrine’s Home for Peculiar Children) - Rachel McAdams – Doctor Strange - Katherine Waterston – Phantastische Tierwesen und wo sie zu finden sind (Fantastic Beasts and Where to Find Them) Choice Movie: Comedy - Findet Dorie (Finding Dory) - Cars 3: Evolution (Cars 3) - Die Jones – Spione von nebenan (Keeping Up with the Joneses) - The Lego Batman Movie - Table 19 – Liebe ist fehl am Platz (Table 19) Choice Movie Actor: Comedy - Zac Efron – Baywatch - Will Arnett – The Lego Batman Movie - Zach Galifianakis – Die Jones – Spione von nebenan (Keeping Up with the Joneses) - Dwayne Johnson – Baywatch - Owen Wilson – Cars 3: Evolution (Cars 3) Choice Movie Actress: Comedy - Ellen DeGeneres – Findet Dorie (Finding Dory) - Alexandra Daddario – Baywatch - Gal Gadot – Die Jones – Spione von nebenan (Keeping Up with the Joneses) - Jennifer Hudson – Sandy Wexler - Tori Kelly – Sing - Anna Kendrick – Table 19 – Liebe ist fehl am Platz (Table 19) Choice Summer Movie - Spider-Man: Homecoming - Cars 3: Evolution (Cars 3) - Pirates of the Caribbean: Salazars Rache (Pirates of the Caribbean: Dead Men Tell No Tales) - Transformers: The Last Knight - Planet der Affen: Survival (War for the Planet of the Apes) - Wonder Woman Choice Movie Actor: Summer - Tom Holland – Spider-Man: Homecoming - Ansel Elgort – Baby Driver - Chris Pine – Wonder Woman - Harry Styles – Dunkirk - Mark Wahlberg – Transformers: The Last Knight - Owen Wilson – Cars 3: Evolution (Cars 3) Choice Movie Actress: Summer - Zendaya – Spider-Man: Homecoming - Cara Delevingne – Valerian – Die Stadt der tausend Planeten (Valerian and the City of a Thousand Planets) - Gal Gadot – Wonder Woman - Isabela Moner – Transformers: The Last Knight - Mandy Moore – 47 Meters Down - Bella Thorne – Amityville: The Awakening Choice Movie: Breakout Star - Auli’i Cravalho – Vaiana (Moana) - Tom Holland – Spider-Man: Homecoming - Janelle Monáe – Hidden Figures – Unerkannte Heldinnen (Hidden Figures) - Deepika Padukone – xXx: Die Rückkehr des Xander Cage (XXX: Return of Xander Cage) - Harry Styles – Dunkirk - Zendaya – Spider-Man: Homecoming Choice Movie: Ship - Emma Watson & Dan Stevens – Die Schöne und das Biest (Beauty and the Beast) - Vin Diesel & Michelle Rodriguez – Fast & Furious 8 (The Fate of the Furious) - Gal Gadot & Chris Pine – Wonder Woman - Dwayne Johnson & Zac Efron – Baywatch - Deepika Padukone & Ruby Rose – xXx: Die Rückkehr des Xander Cage (XXX: Return of Xander Cage) - Chris Pratt & Zoe Saldana – Guardians of the Galaxy Vol. 2 Choice Movie: Villain - Luke Evans – Die Schöne und das Biest (Beauty and the Beast) - Elizabeth Banks – Power Rangers - Javier Bardem – Pirates of the Caribbean: Salazars Rache (Pirates of the Caribbean: Dead Men Tell No Tales) - Priyanka Chopra Jonas – Baywatch - James McAvoy – Split - Charlize Theron – Fast & Furious 8 (The Fate of the Furious) |

### Fashion
| Choice Hottie: Male - Shawn Mendes - Justin Bieber - Zayn - Liam Payne - Harry Styles - Louis Tomlinson Choice Hottie: Female - Camila Cabello - Selena Gomez - Paris Jackson - Deepika Padukone - Rihanna - Zendaya | Choice Style Icon - Harry Styles - Cara Delevingne - Selena Gomez - Zayn - Rihanna - Zendaya Choice Style Model - Kendall Jenner - Hailey Bieber - Ashley Graham - Gigi Hadid - Winnie Harlow - Paris Jackson |

### Sport
| Choice Athlete: Male - Stephen Curry - John Cena - Rickie Fowler - LeBron James - Cristiano Ronaldo - Mike Trout | Choice Athlete: Female - Simone Biles - Sasha Banks - The Bella Twins - Elena Delle Donne - Laurie Hernandez - Serena Williams |

### Sonstiges
| Choice Comedian - Dolan Twins - Jordan Doww - Kevin Hart - Gabriel Iglesias - Hasan Minhaj - Lilly Singh Choice Dancer - Maddie Ziegler - Derek Hough - Julianne Hough - Kida the Great - Chloe Lukasiak - tWitch Choice Video Game - Overwatch - Dota 2 - Hearthstone: Heroes of Warcraft - Heroes of the Storm - League of Legends - The Legend of Zelda: Breath of the Wild | Choice Changemaker - Ariana Grande - Rowan Blanchard - Selena Gomez - Yara Shahidi - Ian Somerhalder - Shailene Woodley Choice Fandom - Fifth Harmony – Harmonizers - Ariana Grande – Arianators - Justin Bieber – Beliebers - Selena Gomez – Selenators - Ed Sheeran – Sheerios - Miley Cyrus – Smilers „See Her“ Award - Vanessa Hudgens - Bruno Mars - Maroon 5 |